# Tom Fitzgerald
Thomas James „Tom“ Fitzgerald (* 28. August 1968 in Billerica, Massachusetts) ist ein ehemaliger US-amerikanischer Eishockeyspieler und derzeitiger -funktionär, der während seiner aktiven Karriere zwischen 1986 und 2006 unter anderem 1175 Spiele für die New York Islanders, Florida Panthers, Colorado Avalanche, Nashville Predators, Chicago Blackhawks, Toronto Maple Leafs und Boston Bruins in der National Hockey League auf der Position des rechten Flügelstürmers absolviert hat. Seit Januar 2020 ist er General Manager der New Jersey Devils aus der NHL.

## Karriere
Fitzgerald wechselte nach seiner Zeit an der High School umgehend ans Providence College um ein Studium zu verfolgen. Parallel spielte er zwischen 1986 und 1988 für das Eishockeyteam der Universität in der Hockey East, einer Division der National Collegiate Athletic Association. Nachdem er bereits im NHL Entry Draft 1986 an 17. Gesamtposition von den New York Islanders ausgewählt worden war, schloss er sich diesen im Sommer 1988 an. In den ersten drei Spielzeiten bis 1991 teilten sich die Einsätze des Angreifers auf die Islanders und auf deren Farmteams in der American Hockey League – hauptsächlich die Springfield Indians – auf. Mit den Indians gewann Fitzgerald am Ende der Saison 1989/90 den Calder Cup. Zur Saison 1991/92 schaffte der Stürmer schließlich den Durchbruch bei den Islanders und gehörte bis zum Sommer 1993 zum Stammkader.
Die Zeit Fitzgeralds in New York kam durch den NHL Expansion Draft 1993 aber zu einem abrupten Ende, da er vom Expansion-Franchise Florida Panthers ausgewählt wurde und die folgenden fünf Jahre treu blieb. Darunter fiel auch der Einzug in das Finale um den Stanley Cup in der Saison 1995/96. Diese war mit 34 Scorerpunkten zugleich die persönlich erfolgreichste für den rechten Flügelstürmer. Gegen Ende der Spielzeit 1997/98 trennten sich die Panthers von ihrem Stürmer und gaben ihn an die Colorado Avalanche ab, die für die Play-offs auf der Suche nach einem erfahrenen Spieler für die hinteren Sturmreihen waren. Im Gegenzug wechselte Mark Parrish mit einem Drittrunden-Wahlrecht im NHL Entry Draft 1998 nach Florida. Die Colorado Avalanche blieb aber nur ein 18 Spiele andauerndes Intermezzo für den Stürmer, da diese seinen Vertrag nicht verlängerten.
Als Free Agent geltend sicherten sich die Nashville Predators die Dienste des US-Amerikaners. Das neu gegründete Franchise ernannte den erfahrenen Angreifer umgehend zum ersten Mannschaftskapitän ihrer Geschichte. Diese Position bekleidete Fitzgerald fast vier Jahre lang bis zum März 2002, als er mit auslaufendem Vertrag erneut zu einem Team mit Play-off-Ambitionen transferiert wurde. Als Entschädigung erhielt Nashville ein Viertrunden-Wahlrecht im NHL Entry Draft 2002 von den Chicago Blackhawks, für die der Flügelangreifer bis zum Saisonende in 20 Spielen aufs Eis ging.
Im Sommer 2002 wechselte er für zwei Jahre erneut auf Free-Agent-Basis zu den Toronto Maple Leafs, gefolgt von weiteren zwei Spielzeiten – davon fiel eine dem NHL-Lockout in der Saison 2004/05 zum Opfer – bei den Boston Bruins. Am 12. September 2006 gab Fitzgerald schließlich das Ende seiner 20-jährigen Karriere als aktiver Spieler bekannt.
Zur Saison 2007/08 wurde Fitzgerald ins Management der Pittsburgh Penguins aus der NHL aufgenommen. Bis 2008 war er als Director of Player Development tätig und gewann in dieser Zeit mit dem Team den Stanley Cup. Vor der Spielzeit 2009/10 wurde der US-Amerikaner zum Assistenten des damaligen General Managers Ray Shero befördert. Diese Position bekleidete er auch in der Saison 2014/15 unter dem neuen GM Jim Rutherford, nachdem Shero im Sommer 2014 entlassen worden war. Im Sommer 2015 verließ Fitzgerald auf eigenen Wunsch die Penguins, um in selber Position – wieder unter Shero – bei den New Jersey Devils zu arbeiten. Gleichzeitig übernahm er den Posten des General Managers bei deren AHL-Farmteam, den Binghamton Devils. Als Shero im Januar 2020 entlassen wurde, übernahm Fitzgerald interimsweise dessen Funktion, ehe er im Sommer 2020 fest installiert wurde.

### International
Auf internationaler Ebene vertrat Fitzgerald sein Heimatland bei der Junioren-Weltmeisterschaft 1987 in der Tschechoslowakei sowie den Weltmeisterschaften 1989 in Schweden und 1991 in Finnland. Einen Medaillengewinn konnte er mit keiner der Auswahlmannschaften verbuchen.

## Erfolge und Auszeichnungen
- 1990 Calder-Cup-Gewinn mit den Springfield Indians
- 2009 Stanley-Cup-Gewinn mit den Pittsburgh Penguins (als Director of Player Development)

## Karrierestatistik

### International
Vertrat die USA bei:
- Junioren-Weltmeisterschaft 1987
- Weltmeisterschaft 1989
- Weltmeisterschaft 1991

(Legende zur Spielerstatistik: Sp oder GP = absolvierte Spiele; T oder G = erzielte Tore; V oder A = erzielte Assists; Pkt oder Pts = erzielte Scorerpunkte; SM oder PIM = erhaltene Strafminuten; +/− = Plus/Minus-Bilanz; PP = erzielte Überzahltore; SH = erzielte Unterzahltore; GW = erzielte Siegtore; 1 Play-downs/Relegation; Kursiv: Statistik nicht vollständig)

## Familie
Fitzgeralds Söhne Ryan (* 1994) und Casey (* 1997) sind ebenfalls professionelle Eishockeyspieler. Sie wurden jeweils in einem NHL Entry Draft ausgewählt – Ryan im NHL Entry Draft 2013 in der vierten Runde an 120. Stelle von den Boston Bruins, Casey im NHL Entry Draft 2016 in der dritten Runde an 86. Position von den Buffalo Sabres. Ebenso ist sein Bruder Scott für die Boston Bruins als Scout tätig.
Darüber hinaus sind Keith Tkachuk, dessen Söhne Matthew Tkachuk und Brady Tkachuk sowie das Brüderpaar Jimmy Hayes und Kevin Hayes – allesamt auch professionelle Eishockeyspieler – Cousins von Fitzgerald.